# Valentino Garavani (estilista)
Valentino Clemente Ludovico Garavani, conegut simplement com Valentino (Voghera, 11 maig 1932 ) és un estilista italià, creador de la marca homònima d'alta costura.
La marca Valentino produeix roba d'alta costura per a homes i dones, accessoris, perfums i prêt-à-porter. Dins del panorama internacional es considerada un símbol de l'elegància i refinament fet a Itàlia (Made in Italy).

## Biografia
Nascut l'11 maig 1932 a Voghera, era el segon fill, (després de la seva germana Wanda, 1925-1997) de Mauro Garavani i Teresa de Biaggi. Des de molt jove es va sentir atret pel món de la moda i va treballar d'aprenent al taller de la seva tia Rosa i amb la dissenyadora Ernestina Salvadeo; més tard va assistir a una escola de disseny de moda a Milà, va estudiar francès i, durant una llarga temporada, va sojornar a París com estudiant d'estilisme a l'École de La Chambre Syndicale de la Couture.
Als anys cinquanta, després d'haver destacat en un important concurs, va començar a col·laborar amb la casa de modes Jean Dessès i l'atelier de Guy Laroche de París. A finals de la dècada, es va traslladar a Roma per estudiar amb Emilio Schuberth i va col·laborar amb Vincenzo Ferdinandi abans d'obrir la seva pròpia casa de modes. El 1957 va fundar l'empresa Valentino juntament amb alguns socis, inclòs el seu pare. Tanmateix, els elevats costos de gestió, juntament amb el gust del dissenyador pel luxe, van fer que els socis es retiressin, provocant gairebé una fallida. L'incorporació de Giancarlo Giammetti, un seu company, estudiant d'arquitectura, va ser decisiva, van endegar novament el negoci i Valentino es va ocupar exclusivament de l'aspecte artístic i creatiu, deixant l'administració financera al seu soci i amic.
El 1959 va obrir l'atelier a la Via dei Condotti de Roma. El 1962, després del triomf de la seva primera col·lecció a Pitti Moda de Florència, Valentino es va convertir ràpidament en un dels modistes més apreciats i populars del món. L'edició francesa de Vogue li va dedicar dues pàgines que el van consagrar entre els grans de la moda.
El 1967 va rebre a Dallas el Premi Neiman Marcus, equivalent a l'Oscar cinematogràfic en el món de la moda, va dissenyar els uniformes pels auxiliars de vol de TWA i va presentar la primera col·lecció Valentino Uomo. El 1968 va començar a utilitzar la famosa "V" com a signatura i, essent considerat un dels grans etilistes mundials, va rebre l'encàrrec de crear el vestit de núvia que va lluir Jacqueline Bouvier en el seu casament amb Onassis. La internacionalització de la marca es va produir gràcies a l'aplicació de polítiques intel·ligents en la planificació i creació de nous productes i accessoris. A la dècada dels 70 va obrir nous tallers a París,Tòquio, Ginebra, Nova York i Lausana.
Durant els anys 80, Valentino va confiar la producció i la distribució mundial de les línies Valentino Jeans, Oliver, Valentino Junior i 18:18 a la Manufattura italiana dels Germans Castelletti de San Benedetto del Tronto. També va comercialitzar el perfum que porta el seu nom, al qual va seguir, el 1991, la fragància "Vendetta".
El 1971 va ser retratat pel pintor estatunidenc Andy Warhol. El 1985 va rebre la condecoració de Gran Oficial de l'Ordre del Mèrit del President de la República, el 1986 el títol de Cavaller de la Gran Creu, el 1996 va ser nomenat Cavaller del Treball; el juliol de 2006 va ser guardonat amb la Legió d'Honor, la màxima condecoració de la República Francesa .
Valentino també es va dedicar a temes socials: juntament amb Giancarlo Giammetti, va fundar l'Associació LIFE el 1990, amb l'objectiu de lluitar contra la sida, amb campanyes d'informació, suport als familiars i promoció de  recerques mèdiques.
El 1998 la marca va ser venuda a l'empresa alemanya HDP, i el 2002 va ser adquirida pel Grup Marzotto.

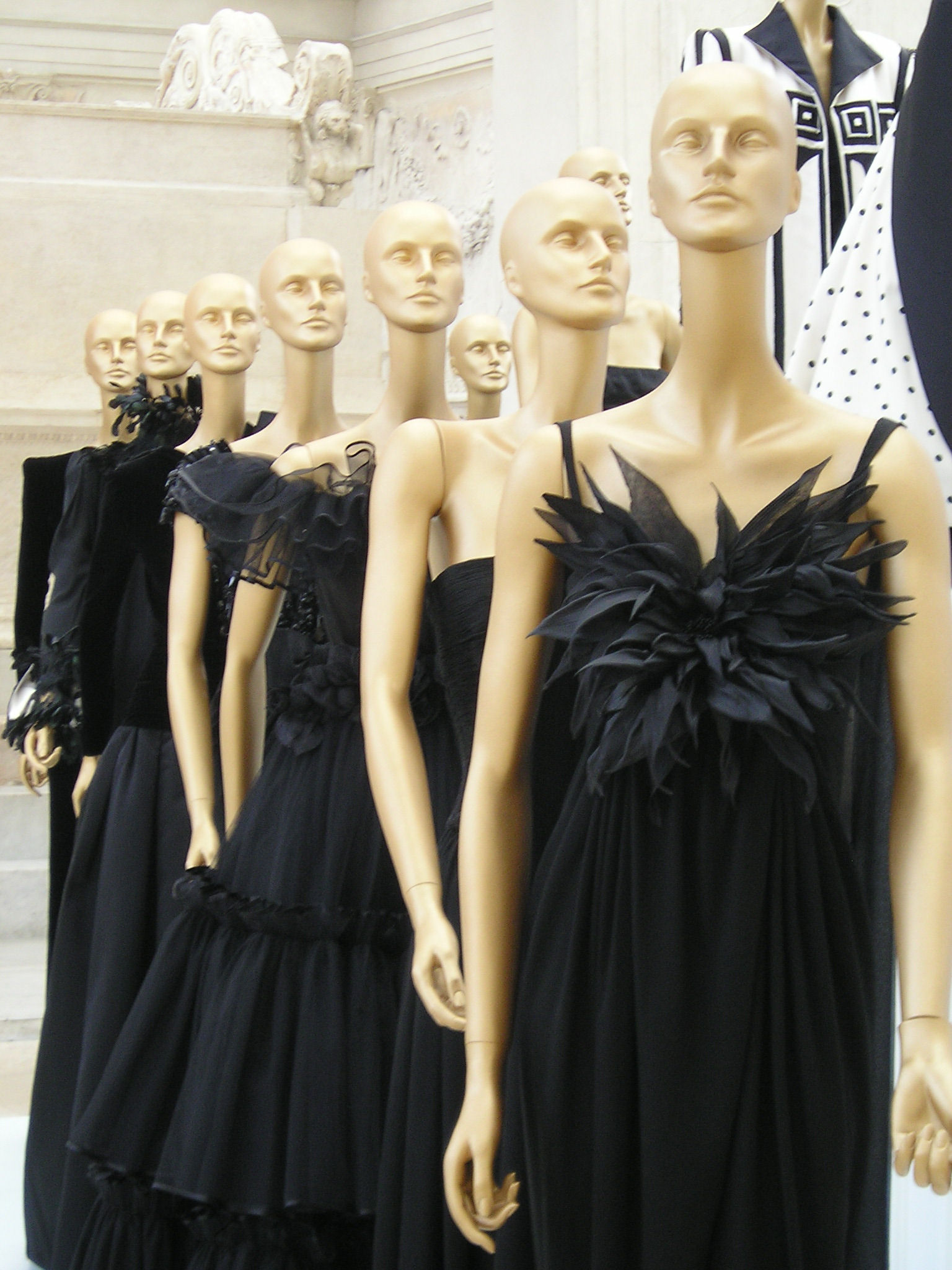
Vestits exposats al Museu Ara Pacis durant l'exposició dedicada a Valentino, que celebra el seu 45è aniversari.

El juliol de 2007 va celebrar el 45è aniversari de la casa al Temple de Venus, al Fòrum Romà, amb un espectacle dissenyat per Valerio Festi amb l'escenografia de Dante Ferretti. El 4 de setembre de 2007, es va acomiadar oficialment, deixant el càrrec de directora artística a Alessandra Facchinetti. Cinc mesos després, Matteo Marzotto va deixar la presidència i al cap de poc Fachinetti va ser acomiadada. Maria Grazia Chiuri va assumir la direcció fins que va ser fitxada per la casa Chistian Dior.Essent substituida per Pier Paolo Piccioli, des del 2016 al 2024.
El 20 de novembre de 2008 es va estrenar als cinemes italians el documental Valentino: L'últim emperador, dirigit pel director estatunidenc Matt Tyrnauer. La pel·lícula segueix els dos últims anys d'activitat del dissenyador. El logotip amb l'inconfusible V majúscula, va ser glosat en el llibre "Valentino Garavani VLogo Signature Uncensored Project" editat per Pierpaolo Piccioli, uns textos analitzats i reinterpretats amb la contribució de setze de les revistes de moda més famoses del món.
La marca Valentino, després de la venda, ha estat objecte d'un extens projecte de rebranding amb una nova cursa cap a la modernitat, sense allunyar-se de la figura del fundador al qual s'han dedicat esdeveniments i exposicions, com ara l'exposició multisensorial celebrada a Xangai .
El 2010, Garavani va ser investigat per la Fiscalia de Roma per delictes fiscals. El 7 setembre  2011, va ser guardonat al Fashion Institute of Technology de Nova York amb el Premi del Consell de l'Alta Costura 2011, durant el dinar benèfic al Teatre David H. Koch del Lincoln Center .
El 18 de febrer de 2018, va guanyar el premi Fashion Wears Peace Award, reconeixement que l'Organització Mundial contra la Discriminació en la Moda, l'Art i l'Esport African Fhasion Gate, atorga cada any a la seu del Parlament Europeu de Brussel·les.

## Privacitat

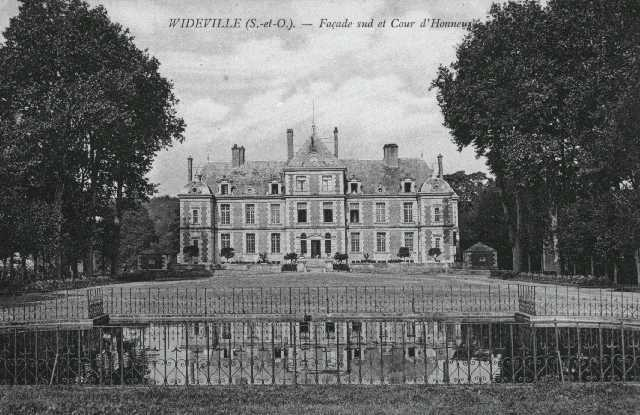
Castell de Wideville, residència de Valentino, en una foto d'època

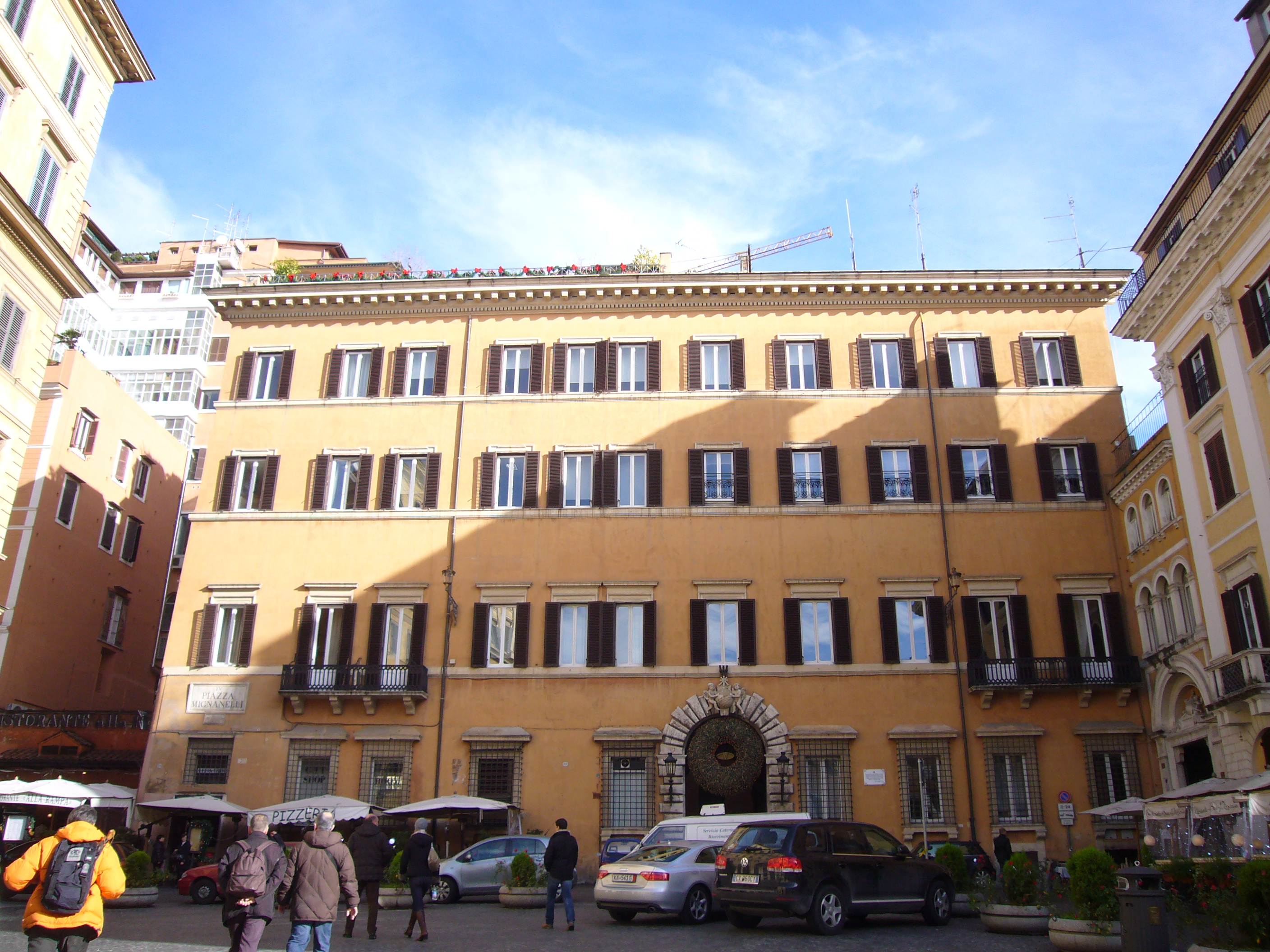
El Palazzo Mignanelli, una de les residències romanes de Valentino i seu de la casa de moda

Declaradament gai, Valentino va estar vinculat romànticament amb el seu soci comercial Giancarlo Giammetti durant 12 anys. Tots dos van viure junts amb les seves mares, fins que van morir, Teresa Garavani el 1977 i Lina Giammetti el 1996 i, fins i tot després que llur relació sentimental acabés, ells van continuar treballant junts. Valentino, més tard, es va involucrar amb l'exmodel estatunidenc Bruce Hoeksema .
Valentino té diverses residències, el Château de Wideville, a Davron, Crespières, prop de París, un castell del segle XVI amb un parc adjacent de més de 120 hectàrees, la vil·la de Roma, a la Via Appia, el palau del segle XIX a Holland Park a Londres, al saló del qual es troben els cinc quadres de Pablo Picasso que formen part de la col·lecció del dissenyador, l'àtic novaiorquès de Park Avenue i el Xalet Gifferhorn, la residència d'hivern del dissenyador a Gstaad. També a Roma hi ha la seu de la seva casa de Modes al Palazzo Mignanelli.
L'estil de vida de Valentino i Giammetti s'ha carecteritzat sempre per l'elegància i l'opulencia.

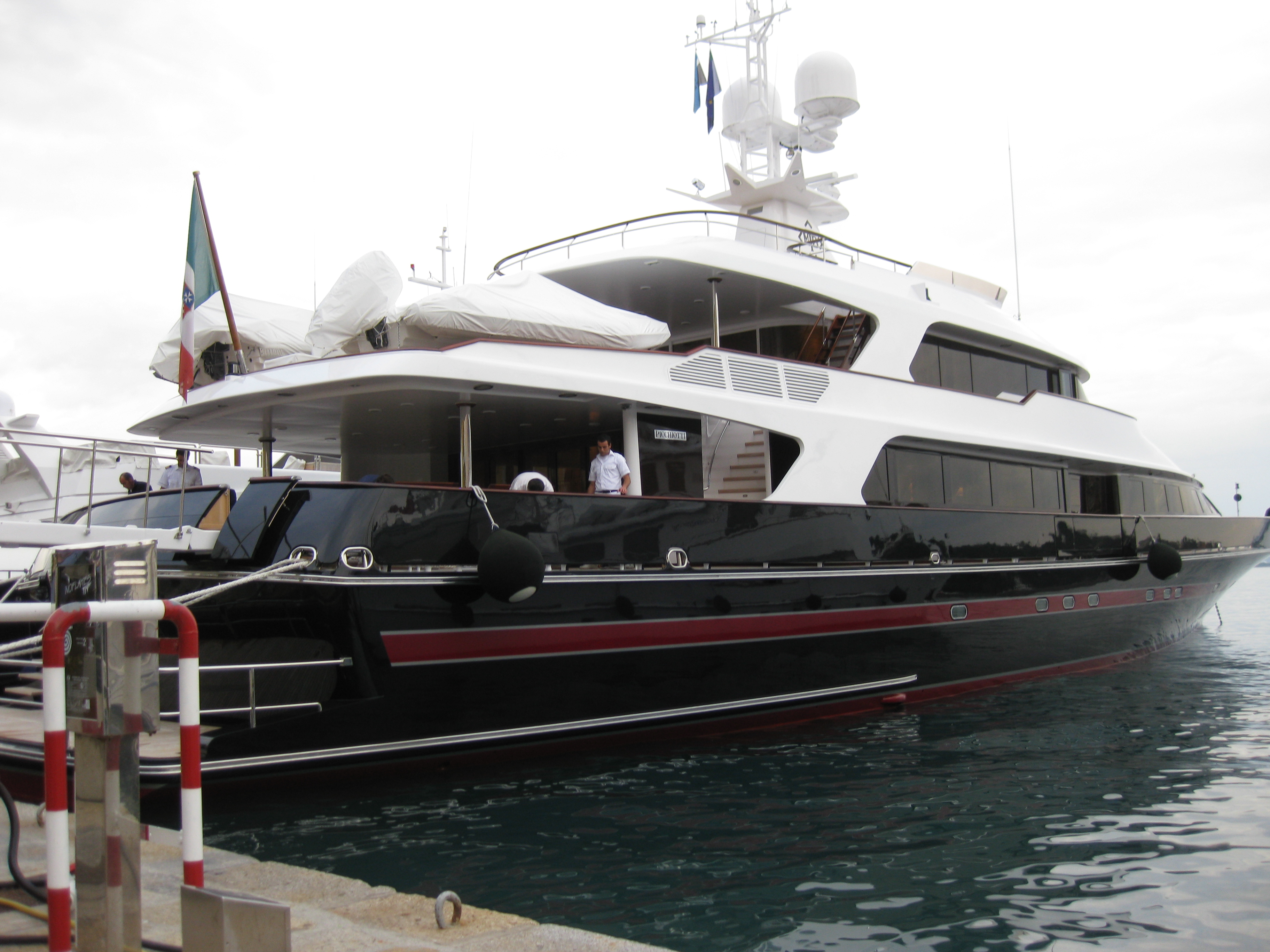
El iot de Valentino atracat a Porto Santo Stefano (província de Grosseto)

El 2007, en una entrevista amb La Repubblica, Valentino va revelar que havia estimat l'actriu Marilù Tolo i li havia demanat que es casés amb ell, però ella s'hi va negar; tanmateix, els dos van seguir sent amics.
Valentino va fer una breu aparició a la pel·lícula El diable es vesteix de Prada interpretant-se a si mateix.

## El color vermell Valentino
El color Vermell Valentino és un to particular creat per Valentino i utilitzat  només en alguns dels seus vestits. És un vermell molt brillant que es troba entre el carmí, el porpra i el vermell cadmi, tendeix al taronja, però sense arribar a ser realment taronja. Valentino es va inspirar per a aquest color en els tons cromàtics vistos durant unes vacances a Espanya .L'estil de les col·leccions de Valentino sempre ha sigut clàssic i elegant, l'emblema d'un refinament  quasi mai senzill, però que s'adapta al cos que el llueix, realçant-lo, sense robar mai l'atenció. No hi falten tocs d'extravagància, hàbilment inserits en els vestits d'alta classe, que donen un encant atemporal a la marca italiana. Les peces de Valentino són l'emblema del luxe i la delicadesa.

### Creacions per a VIPS
Moltes celebritats, per a les seves ocasions especials, han optat per lluir les creacions de Valentino, que han augmentat la notorietat de la marca; per exemple, l'actriu americana Anne Hathaway, protagonista de la pel·lícula El diable es vesteix de Prada, el dia del seu casament, va portar un Valentino que va ser notícia per la faldilla ampla de tul blanc amb un to rosa molt clar. El 1995, la princesa Marie Chantall Miller, per al seu matrimoni amb Pavlos, príncep hereu de Grècia, va triar la marca, una col·laboració que va donar immediatament un impuls a la casa. Aquell vestit de Valentino, a més d'haver-se convertit en icònic, va ser una de les creacions més cares de la moda nupcial, amb un valor de 327.159 euros.